# Voto singolo non trasferibile
Il voto singolo non trasferibile (VSNT) è un sistema elettorale maggioritario che permette all'elettore di esprimere un solo voto per un candidato, all'interno di un collegio plurinominale: in tal senso, i candidati che ottengono il maggior numero di voti vengono eletti. 
I risultati del VSNT sono dunque più proporzionali rispetto agli altri sistemi maggioritari, poiché i seggi di un collegio possono essere distribuiti a partiti diversi, o comunque possono garantire una rappresentanza più allargata. 
Il principale effetto strategico di tale sistema è dunque quello di aumentare il peso specifico delle correnti all'interno dei partiti, poiché i candidati in un certo senso "corrono da soli": i voti del partito non influenzano le probabilità di un candidato di essere eletto. Allo stesso tempo, i partiti tenderanno a presentare liste non troppo ampie per evitare di disperdere il voto su troppi candidati rischiando di non ottenere alcun seggio. 
In Italia il voto singolo non trasferibile è utilizzato, talvolta, per l'elezione della Rappresentanza militare.